# Jacobus Capitein
Jacobus Elisa Johannes Capitein (c.  1717-1 de febrero de 1747) fue un escritor, poeta, ministro y misionero ghanés conocido por ser la primera persona de ascendencia africana en ser ordenada como ministro en una iglesia protestante establecida.

## Biografía
Jacobus Capitein nació c. 1717 en Elmina (África Occidental). Se desconoce la identidad de sus padres, aunque quedó huérfano por la guerra o por alguna otra causa. A la edad de siete u ocho años fue capturado y esclavizado por traficantes de esclavos, quienes lo vendieron a un capitán de barco holandés y traficante de esclavos llamado Arnold Steenhart. Posteriormente, Steenhart lo presentó a su compañero capitán de barco y esclavista Jacobus van Goch, que residía en Elmina; van Goch lo renombró Jacobus Elisa Johannes Capitein. 
En 1728 van Goch regresó a la República Holandesa después de retirarse de su servicio en la Compañía Holandesa de las Indias Occidentales (WIC). Van Goch se llevó consigo a Capitein, de aproximadamente 10 años, ya que había adoptado al niño en su familia; Capitein luego afirmó que van Goch lo llevó de regreso a Europa porque creía que después de haber sido debidamente instruido en el cristianismo, [Capitein] podría practicar algún oficio que no fuera degradante y así ganarse la vida. El buque mercante que transportaba a Capitein y su propietario llegó a la principal ciudad portuaria de Middelburg (Zelanda) el 14 de abril de 1728. 
Una vez que Capitein pisó suelo holandés, debido a que no había leyes holandesas que reconocieran positivamente la existencia de la esclavitud, se le concedió la libertad por defecto (un hecho que Capitein ignoró en sus escritos posteriores). Sin embargo, Capitein permaneció en la casa de van Goch y se unió a él cuando se mudó a La Haya para establecerse como jubilado. Allí, Capitein aprendió gradualmente a hablar el idioma holandés y fue instruido en las instrucciones de pintura de van Goch. También fue bautizado en la fe protestante por la Iglesia Reformada Holandesa en julio de 1735.

## Carrera académica
Mientras vivía en La Haya, Capitein expresó su interés en seguir una educación en teología a lo que van Goch accedió de mala gana. Con el apoyo del teólogo y ministro protestante holandés Henrik Velse comenzó a estudiar en el Gymnasium Haganum, una escuela pública, en 1731 "para que, si Dios quiere, pueda mostrar después a mi pueblo el camino hacia una religión mejor, ya que necesitan ser desviados de su culto de idolatría". La matrícula para la educación de Capitein en el gimnasio fue pagada por varios burgueses ricos y la Universidad de Leiden. 
En el Gymnasium Haganum, Capitein estudió hebreo, latín y griego durante seis años y medio. En 1737 cuando Capitein estaba a punto de graduarse, pronunció una conferencia pública elogiando el papel de las misiones cristianas. Capitein publicó posteriormente la conferencia, titulando el trabajo como Sobre el llamado de los paganos, del cual se han perdido todas las copias. Después de graduarse del gimnasio, Capitein ganó una beca para estudiar en la Universidad de Leiden en 1739 y se unió al departamento de teología de la universidad, "asegurándole la mejor educación que Holanda podía brindar". 
Capitein, que probablemente estaba estudiando una maestría en la Universidad de Leiden, estudió allí durante tres años.  Mientras estaba en la universidad, escribió varios poemas y ensayos junto con la entrega de sermones , muchos de los cuales se publicaron posteriormente y recibieron una atención significativa del público holandés, quien "[lo] defendió como un ejemplo de la universalidad del cristianismo". Se produjeron y vendieron dos retratos grabados de Capitein, vendiéndose numerosas copias.  Su examen final consistió en defender su disertación frente al profesorado de la universidad "en un ambiente formal". 
La disertación, que se dedicó a los mecenas burgueses de Capitein (e inmediatamente se publicó como un tratado después de que se diera bajo el título ¿Es la esclavitud compatible con la libertad cristiana o no?) argumentos a su favor. Según el historiador Grant Parker , el hecho de que la disertación se publicara inmediatamente después de que Capitein la defendiera indicaba "que [su trabajo] tenía una audiencia más amplia más allá de la academia". El tratado fue muy elogiado por los traficantes de esclavos y plantadores holandeses . 
Después de que Capitein se graduara de la Universidad de Leiden en 1742, fue ordenado ministro en la Iglesia Reformada Holandesa el 6 de abril de ese año. Capitein había escrito sobre su deseo de seguir el trabajo misionero en su tratado de 1742, y entró en el empleo de la WIC, que necesitaba capellanes cristianos en Elmina Castle. Capitein finalmente decidió viajar a Elmina, una decisión que fue apoyada por la Iglesia Reformada Holandesa, que lo había ordenado para ese propósito específico. En julio de 1742 abordó el barco de esclavos De Catharina Galey para viajar a África Occidental. 